# أكاديمية الفنون الجميلة في وارسو
أكاديمية الفنون الجميلة في وارسو (بالإنجليزية: Academy of Fine Arts in Warsaw) هي مؤسسة تعليمية مرموقة متخصصة في الفنون، تأسست عام 1931 في بولندا. تُعدّ من أبرز المؤسسات الفنية في البلاد، وتقدّم برامج أكاديمية متنوعة في مجالات الفنون التشكيلية، التصميم، والعمارة، وتلعب دورًا مهمًا في المشهد الثقافي والفني البولندي.